# U.S. Route 13
Pour les articles homonymes, voir Route 13.
La U.S. Route 13 (US 13) est une US Route sud–nord parcourant 518 miles (834 km) depuis l'I-95, au nord de Fayetteville, Caroline du Nord jusqu'à la US 1 dans les banlieues nord-est de Philadelphie, Pennsylvanie. Elle traverse en tout cinq états de la côte Atlantique. Elle longe d'ailleurs de plus près la côte Atlantique que la route principale sud-nord de la région, la US 1. Son tracé est largement rural, les exceptions principales étant la région des Hampton Roads en Virginie et le segment final au nord, dans le Delaware et en Pennsylvanie. La route est particulièrement connue comme la route principale de la Péninsule de Delmarva et pour emprunter le Pont-tunnel de Chesapeake Bay.
Les plans originaux de la US 13 en 1926 faisaient terminer, au sud, la US 13 à la Péninsule de Delmarva. Cependant, elle a été prolongée à quelques reprises, reliant la péninsule à la terre ferme via un service de traversier pour éventuellement atteindre la Caroline du Nord. Le lien à l'embouchure de la Baie de Chesapeake a été transformé en 1964 avec un pont-tunnel. Le tracé entier de la route sur la Péninsule de Delmarva, à l'exception de quelques sections dans le comté d'Accomack, Virginie, a été doublé pour compter quatre voies, et des améliorations continuent, comme un segment autoroutier autour de l'est de Salisbury, Maryland.

## Description du tracé
|       | mi     | km     |
| ----- | ------ | ------ |
| NC    | 185,52 | 298,57 |
| VA    | 137,45 | 221,20 |
| MD    | 42,01  | 67,61  |
| DE    | 103,33 | 166,29 |
| PA    | 49,50  | 79,66  |
| Total | 517,81 | 833,33 |

### Caroline du Nord
La US 13 effectue un trajet du sud-ouest vers le nord-est dans l'est de la Caroline du Nord. Elle débute à la jonction avec l'I-95 près de Fayetteville comme prolongement de l'I-295 et se dirige vers le nord-est, croisant la US 421 à Spivey's Corner et la US 701 à Newton Grove. Elle passe au-dessus de l'I-40, sans toutefois y avoir un échangeur. Elle passe ensuite dans la ville de Goldsboro, où elle croise la US 70 et la US 117. La US 13 continue vers le nord-est et partage un court multiplex avec la US 264 avant de passer dans la ville de Greenville. La route se dirige alors vers le nord depuis Greenville, jusqu'à Bethel, où elle rencontre la US 64 et forme un multiplex avec celle-ci jusqu'à Williamston. Là, elle débute un multiplex avec la US 17 jusqu'à Windsor, au nord, où elle reprend son trajet seule. Elle passe par Ahoskie et Winton, où elle forme un multiplex avec la US 158 pour traverser le fleuve Chowan. Un peu plus au nord, elle passe la frontière de la Virginie.

### Virginie

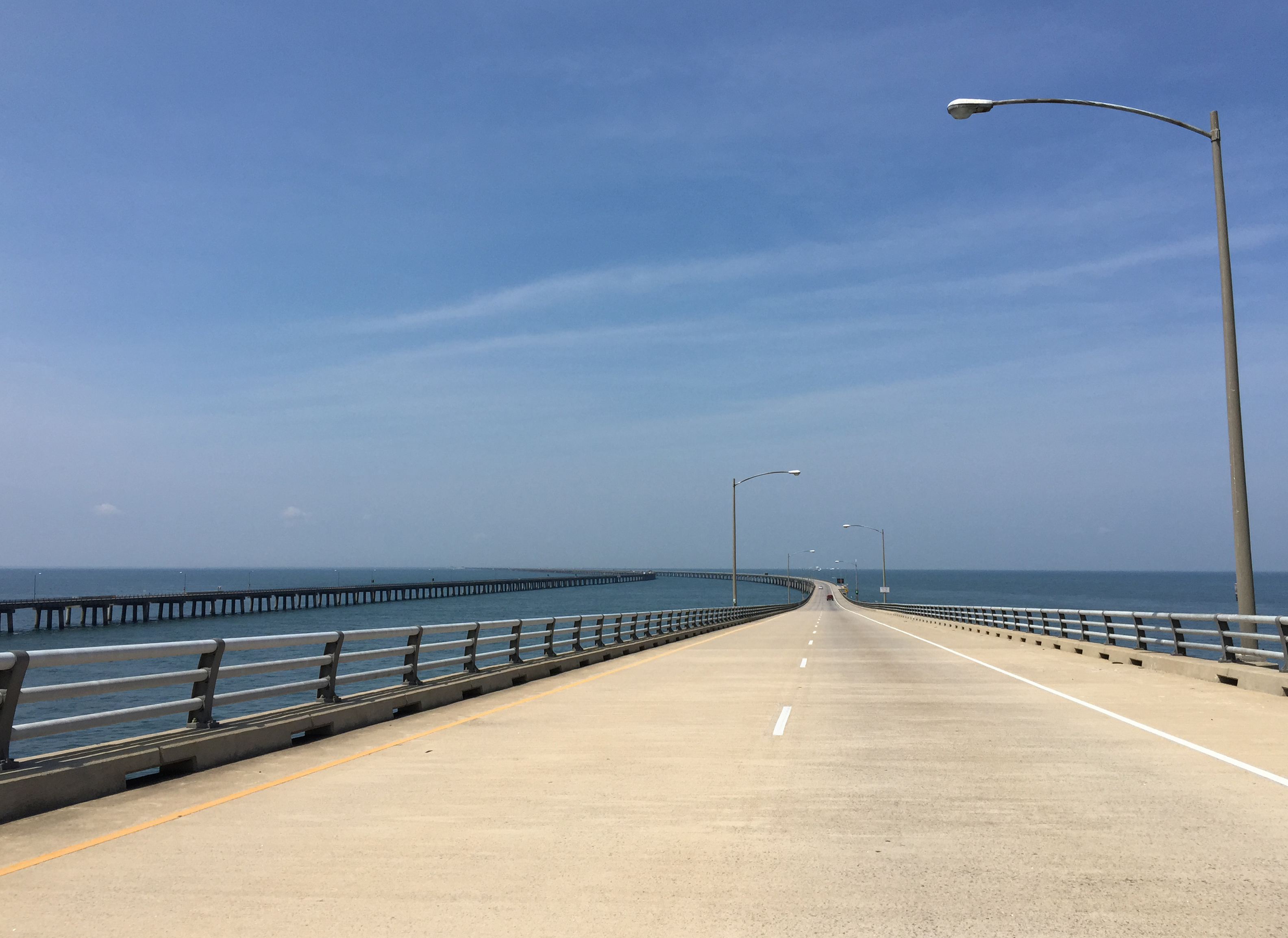
Le Pont-tunnel de Chesapeake Bay permet à la US 13 de traverser la Baie de Chesapeake

La US 13 continue vers le nord, s'élargissant à quatre voies près de Suffolk et y emprunte la Suffolk Bypass où elle rejoint la US 58 et la US 460. Elle contourne Suffolk et continue dans la région des Hampton Roads en multiplex avec la US 460 vers Chesapeake. Elle traverse la ville et atteint Norfolk. Elle entre ensuite dans les limites de Virginia Beach, où elle emprunte le Pont-tunnel de Chesapeake Bay, lequel lui permet de traverser la Baie de Chesapeake jusqu'à l'Eastern Shore de Virginie. Là, la US 13 est la principale route sud-nord de la région et passe par toutes les villes de la région. Au nord de New Church, la US 13 traverse la frontière du Maryland.

### Maryland
La US 13 passe dans le bas du Eastern Shore du Maryland. Elle passe par Pocomoke City où elle rencontre le terminus sud de la US 113. Elle continue ensuite vers le nord où elle traverse la ville de Princess Anne. Elle contourne les villes de Salisbury et de Fruitland par l'est sur la Salisbury Bypass. Dans la portion nord de cette voie de contournement, la US 13 forme un multiplex avec la US 50. Au nord de Salisbury, la route continue jusqu'à Delmar, ville sise sur la frontière avec le Delaware.

### Delaware

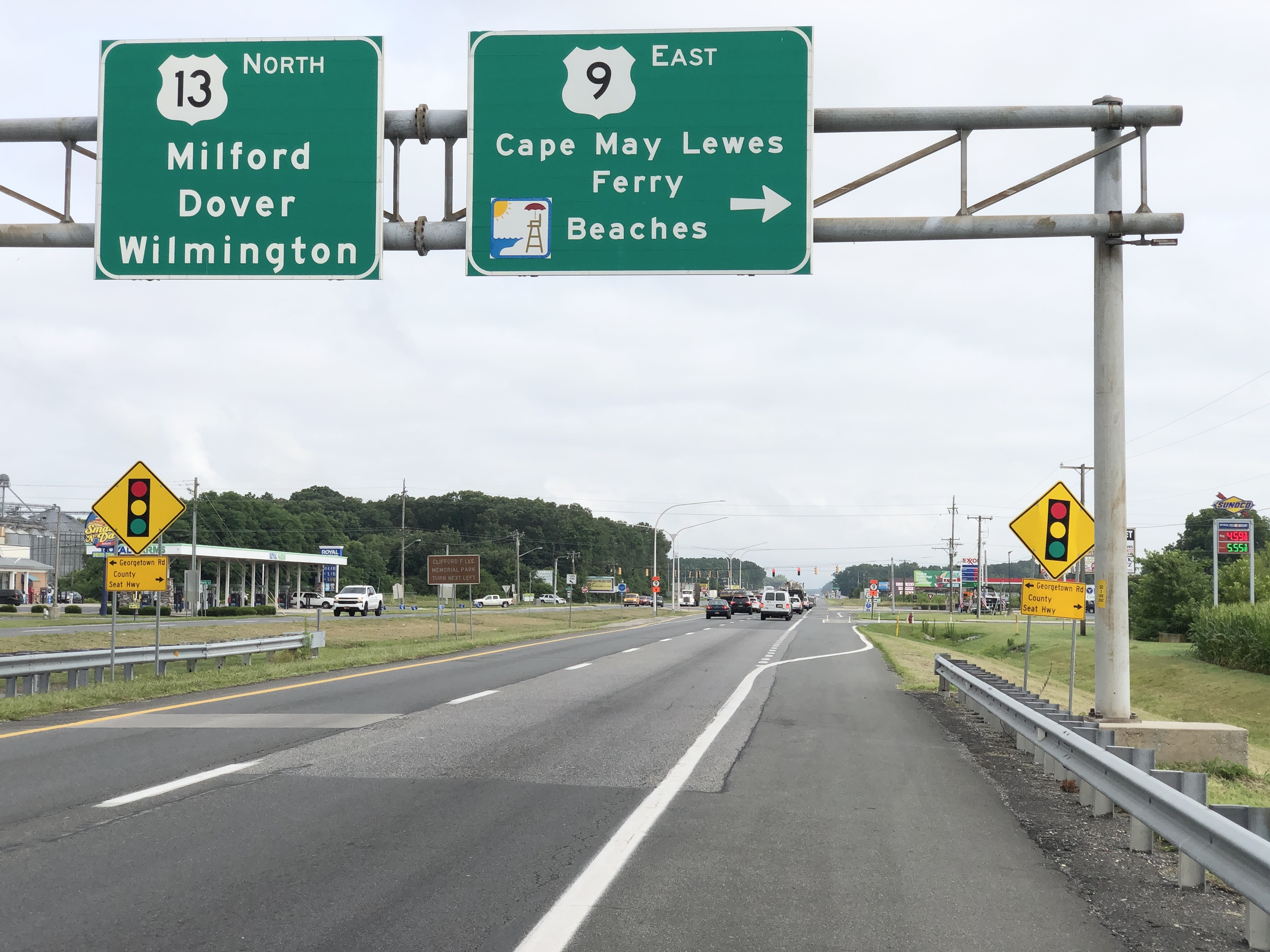
La US 13 nord au terminus de la US 9 à Laurel, Delaware

La US 13 traverse l'entièreté de l'état, du sud au nord. Elle y entre à Delmar et passe par l'ouest du comté de Sussex, croisant le terminus sud de la US 9 à Laurel et passant par la ville de Seaford. Elle continue dans le comté de Kent et se dirige vers le nord en direction de la capitale de l'état, Dover. La US 13 constitue la route principale du district commercial de Dover. Entre Dover et Wilmington, dans le comté de New Castle, la US 13 est parallèle à la DE 1, une route d'état construite comme autoroute. La US 13 traverse le Canal Chesapeake & Delaware sur le St. Georges Bridge. Elle continue vers Wilmington, partageant un multiplex avec la US 40 dans la région de New Castle. Elle contourne le centre de Wilmington par l'est et est parallèle à l'I-495 entre Wilmington et la frontière avec la Pennsylvanie.

### Pennsylvanie

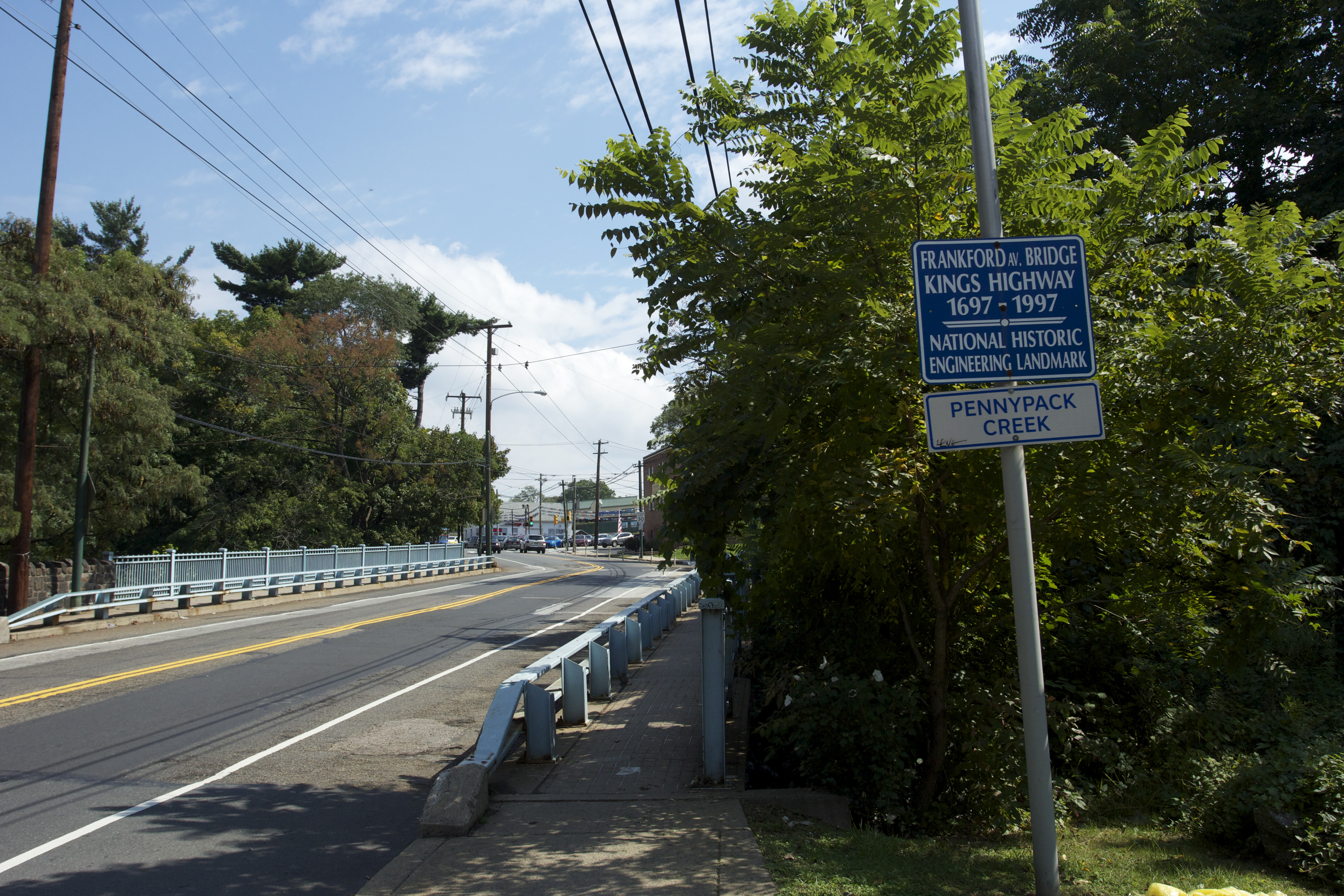
La US 13 traverse Pennypack Creek via le Pont de Frankford Avenue, le plus vieux pont du pays, construit en 1697.

En entrant en Pennsylvanie, la US 13 se trouve entre les rives du fleuve Delaware et de l'I-95 dans le comté de Delaware. Elle se dirige du sud-ouest au nord-est et traverse Philadelphie. Elle passe d'abord par West Philadelphia sur plusieurs pairs de rues à sens unique et passe près du Zoo de Philadelphie. Elle traverse ensuite North Philadelphia et Northeast Philadelphia en empruntant la Hunting Park Avenue, le Roosevelt Boulevard (lequel est également la US 1) et Frankford Avenue, où elle traverse Pennypack Creek sur le plus vieux pont du pays. La US 13 entre alors dans le comté de Bucks, encore une fois en suivant l'I-95, le fleuve Delaware et la US 1. La US 13 se termine à un échangeur avec la US 1 près de Morrisville à Falls Township. La route se continue vers le nord en direction de Yardley comme Pine Grove Road.

## Intersections majeures
Caroline du Nord
 I-295 à Eastover
 I-95 à Eastover
 US 421 à Spivey's Corner
 US 701 à Newton Grove
 US 117 à Mar-Mac.Les routes forment un multiplex jusqu'à Goldsboro.
 US 70 à Goldsboro. Les routes forment un multiplex dans la ville.
 US 258 au nord de Snow Hill. Les routes forment un multiplex jusqu'au sud de Farmville.
 US 264 à Greenville
 US 64 au nord de Bethel. Les routes forment un multiplex jusqu'au sud de Williamston.
 US 17 au sud de Williamston. Les routes forment un multiplex jusqu'à Windsor.
 US 158 au nord-ouest de Winton. Les routes forment un multiplex jusqu'au nord-est de Winton.
Virginie
 US 58 à Suffolk. Les routes forment un multiplex jusqu'à Chesapeake.
 US 460 à Suffolk. Les routes forment un multiplex jusqu'à Chesapeake.
 I-664 à Chesapeake. Les routes forment un multiplex sur environ 0,4 miles (0,64 km).
 I-64 à Chesapeake
 US 17 à Chesapeake
 I-464 à Chesapeake
 I-264 à Norfolk
 US 58 à Norfolk
 I-64 à Norfolk
 US 60 à Virginia Beach
Maryland
 US 113 à Pocomoke City
 US 50 à Salisbury. Les routes forment un multiplex dans la ville.
Delaware
 US 9 au nord-est de Laurel
 US 40 à State Road. LEs routes forment un multiplex jusqu'à Wilmington Manor.
 US 202 à Wilmington Manor
 I-295 / US 40 à Wilmington Manor
 I-495 au sud de Wilmington
 I-495 à Claymont
Pennsylvanie
 US 322 à Chester
 I-76 / US 30 à Philadelphie
 US 1 à Philadelphie.Les routes forment un multiplex dans la ville.
 I-95 à Bristol Township
 US 1 à Falls Township
Pine Grove Road à Falls Township

## Routes auxiliaires
- US 113, route de l'est du Maryland et du Delaware. Permet l'accès aux plages de la côte Atlantique.